# القبة (المخادر)

تعديل مصدري - تعديل

القبة هي إحدى قرى عزلة جبل عقد بمديرية المخادر التابعة لمحافظة إب، بلغ تعداد سكانها 267 نسمة حسب تعداد اليمن لعام 2004.